# Liste der Kulturdenkmäler in Vaitshain
Die folgende Liste enthält die in der Denkmaltopographie ausgewiesenen Kulturdenkmäler auf dem Gebiet des Ortsteils Vaitshain der Gemeinde Grebenhain, Vogelsbergkreis, Hessen.
Hinweis: Die Reihenfolge der Denkmäler in dieser Liste orientiert sich an der Anschrift, alternativ ist sie auch nach der Bezeichnung oder der Bauzeit sortierbar.
Kulturdenkmäler werden fortlaufend im Denkmalverzeichnis des Landes Hessen durch das Landesamt für Denkmalpflege Hessen auf Basis des Hessischen Denkmalschutzgesetzes (HDSchG) geführt. Die Schutzwürdigkeit eines Kulturdenkmals hängt nicht von der Eintragung in das Denkmalverzeichnis des Landes Hessen oder der Veröffentlichung in der Denkmaltopographie ab.

| Bild            | Bezeichnung                 | Lage                                                | Beschreibung                                                                     | Bauzeit | Objekt-Nr. |
| --------------- | --------------------------- | --------------------------------------------------- | -------------------------------------------------------------------------------- | ------- | ---------- |
| Bild gesucht BW | Ehemalige Schule            | Grebenhainer Straße 13 LageFlur: 1, Flurstück: 1/1  | Früheres Schulhaus (bis 1965), 1910 erbaut                                       | 1910    |            |
| Bild gesucht BW | Backhaus                    | Hoherodskopfstraße 2 LageFlur: 1, Flurstück: 30/1   | Massivbau mit Fachwerkgiebeln, zwei Bauphasen der Zeit um und vor 1900 erkennbar |         |            |
| Bild gesucht BW | Friedhof, Gefallenendenkmal | Taufsteinstraße o. Nr. LageFlur: 1, Flurstück: 66/1 | Torpfosten von 1834, Gefallenendenkmal aus den 1920er Jahren, alter Baumbestand  |         |            |